# Cambes (Lot-et-Garonne)
Cambes é uma comuna francesa na região administrativa da Nova Aquitânia, no departamento de Lot-et-Garonne. Estende-se por uma área de 9,2 km². Em 2010 a comuna tinha 187 habitantes (densidade: 20,3 hab./km²).